# Andrena erigeniae
Andrena erigeniae är en biart som beskrevs av Robertson 1891. Den ingår i släktet sandbin och familjen grävbin. Inga underarter finns listade i Catalogue of Life.

## Beskrivning
Ett bi med svart grundfärg och påtagligt smal midja. Behåringen på huvud, mellankropp och ben är vitaktig till blekt brungul hos honan, blekgul och kraftig hos hanen, med ett rödaktigt inslag på benen. Bakkroppen har tämligen tunn behåring, hos honan med tunna, bleka hårband längs framkanterna på tergiterna (ovansidans bakkroppssegment) 2 till 4. Båda könen har en kroppslängd på omkring 8 mm.

## Ekologi
Släktets medlemmar är solitära bin som bygger underjordiska larvbon. Även om de inte är samhällsbyggande, kan flera honor placera sina bon i närheten av varandra. Denna art är oligolektisk, den är en födospecialist som är specialiserad på familjen portlakväxter, även om den också påträffats på källörtsväxter. Aktivitetsperioden varar från mars till maj.

## Utbredning
Utbredningsområdet omfattar östra USA från New York till Minnesota, söderut till North Carolina och Georgia.